# Podpolkovnik (Pakistan)
Podpolkovnik (angleško Lieutenant Colonel) je častniški vojaški čin Pakistanske kopenske vojske, ki v sklopu Natovega standarda STANAG 2116 sodi v razred OF-4. Čin je bil neposredno prevzet po istem britanskem činu, pri čemer so zamenjali krono s polmescem z zvezdo in tudi preoblikovali zvezdo.
Nadrejen je činu majorja in podrejen činu polkovnika. Enakovreden je činu poveljnika krila Pakistanskega vojnega letalstva, činu poveljnika Pakistanske vojne mornarice in činu/položaju komandanta Pakistanske obalne straže.
Oznaka čina je sestavljena iz ene zvezde Pakistana in polmeseca s peterokrako zvezdo., ki je pritrjena na epoleto; slednja ima oznako tudi rodova oz. službe kopenske vojske ter na dnu epolete tudi prepleteno vrvico škrlatno-pakistansko zelene-škrlatne barve.